# La Manta
La Manta är en ort i Mexiko.   Den ligger i kommunen San Luis Potosí och delstaten San Luis Potosí, i den centrala delen av landet, 400 km nordväst om huvudstaden Mexico City. La Manta ligger 1 684 meter över havet och antalet invånare är 537.
Terrängen runt La Manta är huvudsakligen platt, men västerut är den kuperad. Terrängen runt La Manta sluttar österut. Runt La Manta är det ganska tätbefolkat, med 90 invånare per kvadratkilometer. Närmaste större samhälle är San José del Arbolito, 18,1 km öster om La Manta. Omgivningarna runt La Manta är i huvudsak ett öppet busklandskap.